# 1997年7月逝世人物列表
1997年逝世人物列表：1月 - 2月 - 3月 - 4月 - 5月 - 6月 - 7月 - 8月 - 9月 - 10月 - 11月 - 12月
1997年7月逝世人物列表，是用於匯總1997年7月期間逝世人物的列表。

## 依日期排序

### 1日
- Lester Asheim，83歲，美國圖書館員和圖書館學學者。[1]
- 安妮·弗拉泰利尼（Annie Fratellini），64歲，法國馬戲團藝術家、電影女演員和小醜，癌症患者。[2]
- 約書亞·哈桑（Joshua Hassan），81歲，直布羅陀政治家和直布罗陀首席部长。
- 大衛·馬丁，81歲，澳大利亞小說家、詩人、劇作家、記者、評論家和講師。[3]
- 小哈羅德·麥奎因，44歲，美國被定罪的殺人犯，被電椅處決。[4]
- 罗伯特·米彻姆，79歲，美國演員（特種部隊的故事、海角亡魂、獵人之夜），患有肺癌和肺氣腫的併發症。[5]
- 穆罕默德·阿里·莫伊塔赫迪（Mohammad Ali Mojtahedi），88歲，伊朗大學教授。
- 格哈德·维尔特方，51歲，德國馬術運動員和奧運會冠軍。[6]

### 2日
- 喬治·安東尼奧，82歲，英格蘭足球運動員。[7]
- Chiquito，65歲，菲律賓演員和喜劇演員，肝癌。
- 弗林特·格雷戈里·亨特（Flint Gregory Hunt），38歲，美國被定罪的殺人犯，注射死刑。[8]
- 迪·摩爾，83歲，美國職業棒球大聯盟球員。[9]
- 詹姆斯·史都華，89歲，美國演員（風雲人物、後窗、迷魂記），奧斯卡獎得主（1941年），因肺栓塞心臟病發作。[10]

### 3日
- 約翰尼·科普蘭（Johnny Copeland），60歲，美國藍調吉他手和歌手，心臟手術期間出現併發症。[11]
- Gloster B. Current，84歲，美國全国有色人种协进会活動家，白血病和肺炎。[12]
- 娜塔莉亞·杜米特雷斯科（Natalia Dumitresco），81歲，法裔羅馬尼亞抽象畫家。[13]
- 魯夫·金特裡（Rufe Gentry），79歲，美國棒球運動員。[14]
- 邁克爾·詹姆斯·麥克唐納（Michael James MacDonald），87歲，加拿大政治家和工會領袖。
- 湯瑪斯·斯戈維奧（Thomas Sgovio），80歲，美國藝術家，蘇聯古拉格囚犯。[15]
- 斯坦利·斯坦奇克，72歲，美國舉重運動員和奧運選手。[16]

### 4日
- 威廉·卡多根，第七代卡多根伯爵，英國同僚和軍官。
- 本特·丹尼爾森（Bengt Danielsson），75歲，瑞典人類學家、作家，也是康提基号探险隊的一名船員。
- 查理斯·庫拉爾特，62歲，美國記者，全身性紅斑狼瘡併發症。[17]
- 斯洛博丹·米什科维奇，52歲，塞爾維亞手球教練和球員。
- 米格爾·納伊多夫（Miguel Najdorf），87歲，波蘭-阿根廷國際象棋特級大師。[18]
- Amado Carrillo Palomino，40歲，墨西哥毒梟，整容手術期間的併發症。
- 貝維斯·里德，78歲，英國田徑運動員和奧運選手。[19]
- 埃迪·史密斯（Eddie Smith），70歲，澳大利亞自行車賽車手。[20]
- 约翰·扎卡里·杨（John Zachary Young），90歲，英國動物學家和神经生理学家。[21]

### 5日
- 鮑勃·迪斯，67歲，美國欖球運動員。[22]
- Jean-Marie Domenach，75歲，法國作家和知識份子。[23]
- 米勒夫人，89歲，美國歌手。[24]
- 萊斯·諾曼（Les Norman），83歲，澳大利亞政治家。[25]
- Arunasalam Thangathurai，61歲，斯裡蘭卡泰米爾政治家。

### 6日
- Chetan Anand，76歲，印度印地语電影製片人、編劇和導演。
- 加布里埃爾·阿薩德（Gabriel Asaad），90歲，土耳其-瑞典亞述作曲家和音樂家。
- 多蘿西·布芬·錢德勒（Dorothy Buffum Chandler），96歲，美國文化領袖。[26]
- 斯坦尼斯瓦夫·霍諾-波普瓦夫斯基，94歲，俄裔波蘭畫家、雕塑家和教育家。
- 吉恩·詹姆斯（Gene James），72歲，美國籃球運動員。[27]
- 布倫·史密斯，75歲，紐西蘭板球運動員。

### 7日
- 馬特·博班，57歲，波士尼亞與赫塞哥維納的克羅埃西亞人政治家，黑塞哥-波斯尼亚克罗地亚共和国唯一的總統，中風。[28]
- 阿爾方斯·德·溫特（Alfons De Winter），88歲，比利時足球運動員。
- 傑里·道格特（Jerry Doggett），80歲，美國體育解說員。[29]
- Raffaele Dolfato，34歲，義大利橄欖球運動員和企業家，交通事故。
- 亨利·豪威爾，76歲，美國政治家，癌症。[30]
- 斯文·哈坎森（Sven Håkansson），87歲，瑞典長跑運動員和奧運選手。[31]
- 讓·盧西亞諾，76歲，法國足球運動員和經理。[32]
- 奧木梅夫，101歲，日本政治家和女權主義者。
- 路易士·阿吉雷·平托（Luis Aguirre Pinto），89歲，智利作曲家、民間音樂家和民俗學家。
- 羅伊斯頓·蒂克納（Royston Tickner），74歲，英國演員。
- 羅蘭多·蒂尼奧，60歲，菲律賓詩人、劇作家、演員和散文家。
- 埃裡克·澤特斯特倫（Erik Zetterström），92歲，瑞典作家和劇作家。

### 8日
- Charles L. Drake，73歲，美國地質學家，心力衰竭。[33]
- Dick van Dijk，51歲，荷蘭足球運動員（特温特足球俱乐部、阿贾克斯足球俱乐部），感染性心內膜炎。[34]
- 喬治·蓋伊（Georges Gay），71歲，法國自行車賽車手。[35]
- 蓋伊·默奇（Guy Murchie），90歲，美國作家和飛行員。[36]
- 阿布·薩達特·穆罕默德·薩伊姆（Abu Sadat Mohammad Sayem），81歲，孟加拉國法學家和政治家。
- Charles P. B. Taylor，65歲，加拿大記者、作家、純種馬擁有者和飼養員，癌症。[37]
- 托尼·湯瑪斯，69歲，英裔美國电影史學家、作家和製片人，肺炎。[38]
- Max E. Youngstein，84歲，美國電影製片人。[39]

### 9日
- 亞歷山大·科德爾，82歲，威爾士小說家和作家，（屍體於這一天被發現）。[40]
- 卡羅爾·福爾曼，79歲，美國女演員。[41]
- 奧雷利奧·岡薩雷斯 （Aurelio González），91歲，巴拉圭足球運動員。
- 沃爾特·科恩，89歲，捷克裔美國作家，撰寫有關國際象棋的書籍和雜誌文章。
- Georgeta Năpăruș，66歲，羅馬尼亞現代主義畫家。[42]
- David Pitblado，歷任首相的英國首席私人秘書。[43]
- 斯坦·羅耶克，78歲，美國棒球運動員。[44]
- Marianne Schönauer，77歲，奧地利女演員。[45]

### 10日
- 艾弗·奧爾徹奇（Ivor Allchurch），67歲，威爾士足球運動員。[46]
- 德懷特·洛瑞，39歲，美國棒球運動員，心臟病發作。[47]
- 安倍·奧克皮克，69歲，加拿大因纽特人社區領袖。
- Frank R. Parker，57歲，美國民權律師和活動家，主動脈瘤併發症。[48]

### 11日
- 菲利克斯·巴克，80歲，英國戲劇評論家及歷史學家。[49]
- Fred Beavis，82歲，加拿大政治家，肺炎。
- 喬·豪瑟，98歲，美國棒球運動員。[50]
- 愛德華·拉斯克（Edward Lasker），85歲，美國商人和純種賽馬擁有者。[51]
- 艾尔弗雷德·梅洛斯（Alfred Mellows），75歲，英國賽艇運動員和奧運獎牌得主。[52]
- 乔克·斯特罗克，82歲，澳大利亞男子帆船運動員和奧運選手。[53]
- 羅伯特·惠特洛（Robert V. Whitlow），78歲，美國軍官、橄欖球教練和體育俱樂部高管。

### 12日
- Pietro Buscaglia，86歲，義大利足球運動員。[54]
- 梅麗貝斯·卡梅隆（Meribeth E. Cameron），92歲，美國中國歷史學家和學者。[55]
- 布拉斯·丘馬塞羅（Blas Chumacero），92歲，墨西哥工會領袖。
- François Furet，70歲，法國歷史學家，打網球時頭部受傷，心力衰竭。[56]
- 道格拉斯·休布勒（Douglas Huebler），72歲，美國概念藝術家。[57]
- 史蒂夫·卡裡斯，73歲，加拿大橄欖球運動員。
- Vinko Nikolić，85歲，克羅埃西亞作家、詩人和記者。[58]
- Frank Shuter，54歲，紐西蘭賽車手，交通事故。
- Jean Varenne，71歲，法國印度學家。
- 米洛斯拉夫·維切克，65歲，捷克足球運動員。

### 13日
- 加菲爾德·巴里克，94歲，澳大利亞政治家、律師和澳大利亞首席大法官。[59]
- 米格爾·安赫爾·布蘭科（Miguel Ángel Blanco），29歲，西班牙政治家和埃塔受害者，被處決。
- 亞歷山德拉·丹尼洛娃（Alexandra Danilova），93歲，俄裔美國首席芭蕾舞演員[60]
- Rosy Gibb，54歲，愛爾蘭社會工作者、小醜和魔術師，癌症。[61]
- 葉卡捷林娜·卡林丘克，74歲，蘇聯體操運動員和奧運會冠軍。[62]
- 庫爾特·蘭德（Kurt Land），84歲，奧地利裔阿根廷電影導演。
- 埃迪·拉達，74歲，奧地利花樣滑冰運動員和奧運會獎牌得主。[63]
- 阿爾夫·特維騰，84歲，挪威水手和奧運選手。[64]

### 14日
- 埃迪·芬尼根（Eddie Finnigan），84歲，加拿大冰球運動員。[65]
- 尤金·古森（Eugene Goossen），76歲，美國藝術評論家和藝術史學家，肺炎。[66]
- 約瑟夫·霍爾特（Joseph F. Holt），73歲，美國政治家。
- 以撒·尼古拉（Isaac Nicola），古巴吉他手。
- 波利·沙克爾頓，87歲，美國政治家。[67]
- 希爾達·沃森（Hilda Watson），75歲，加拿大政治家。

### 15日
- Alan J. Charig，70歲，英國古生物學家，中風。[68]
- 迪克·喬羅維奇，64歲，美國橄欖球運動員。[69]
- 謝麗爾·格拉斯（Cheryl Glass），35歲，美國賽車手，跳樓自殺。[70]
- 伊芙·格林，91歲，美國編劇。[71]
- 羅莎蒙德·格林伍德，90歲，美國女演員。
- 賈斯汀納斯·拉古納維奇烏斯（Justinas Lagunavičius），72歲，立陶宛籃球運動員。[72]
- 斯特凡·馬里諾夫（Stefan Marinov），66歲，保加利亞物理學家，跳樓自殺。
- 50歲的義大利時裝設計師兼范思哲時裝屋創始人詹尼·范思哲被槍殺。[73][74]

### 16日
- 羅恩·貝瑞，77歲，威爾斯作家及小說家。
- 朵拉·瑪爾，89歲，法國攝影家、畫家和詩人。[75]
- 威廉·雷諾茲，87歲，美國電影剪接師（教父、音樂之聲、老千計狀元才）、奧斯卡獎得主（1966年、1974年），癌症。[76]
- 弗朗西斯·蘇利克（Franciszek Sulik），88-89歲，波蘭裔澳大利亞國際象棋大師。

### 17日
- Bianco Bianchi，80歲，義大利自行車手。[77]
- Don Bingham，67歲，美國橄欖球運動員。[78]
- R. Krishnan，87歲，印度電影導演。
- 湯瑪斯·梅隆·埃文斯（Thomas Mellon Evans），86歲，美國金融家，跌倒后併發症。[79]
- 亞瑟·傑普森，82歲，英國板球運動員。
- 乌戈·贡克尔·吕埃尔，95歲，智利藥劑師和植物学家。
- 戴夫·彼得森，66歲，美國冰球教練[80]
- 比爾吉特·普萊斯，63歲，丹麥女演員。
- 吉恩·沃倫，80歲，美國視覺效果藝術家（時間機器）和電視製片人（迷失之地），奧斯卡獎得主（1961年），癌症。
- 羅伯特·韋弗（Robert C. Weaver），89歲，美國經濟學家和學者。[81]

### 18日
- André Drobecq，96歲，法國賽車手。[82]
- 萊昂·高緹耶（Léon Gaultier），82歲，二戰期間的法國纳粹主义合作者，也是國民聯盟（Front National）的創始成員。[83]
- 詹姆斯·戈德史密斯，64歲，英法金融家、大亨和政治家，胰腺癌。[84]
- 伊戈爾·林切夫斯基，俄羅斯植物學家。
- Oddvar Richardsen，60歲，挪威足球運動員和經理。[85]
- 尤金·梅爾·舒梅克（Eugene Merle Shoemaker），69歲，美國地質學家和行星科学先驅，交通事故。[86]
- 哈羅德·斯皮納（Harold Spina），91歲，美國流行歌曲作曲家。
- 格雷戈里奧·韋伯（Gregorio Weber），81歲，阿根廷生物化學家。[87]

### 19日
- 弗蘭克·法雷爾，50歲，英國搖滾音樂家（Supertramp）。
- Hec Gervais，63歲，加拿大冰壺運動員。
- John E. Hines，86歲，美国圣公会主教。[88]
- 吉姆·皮布爾斯，76歲，美式橄欖球運動員（华盛顿指挥官）。[89]
- Tugolbay Sydykbekov，85歲，吉尔吉斯斯坦作家。

### 20日
- Puneet Nath Datt，24歲，印度陸軍軍官，陣亡。
- 阿爾夫·恩根（Alf Engen），88歲，挪威裔美國滑雪運動員。[90]
- Ed Klewicki，85歲，美式橄欖球運動員。[91]
- M. E. H. Maharoof，58歲，斯裡蘭卡政治家，受槍傷。
- 德拉蒙德·马修斯，66歲，英國海洋地質學家和地球物理學家。[92]
- 埃裡克·查理斯·米爾納（Eric Charles Milner），69歲，加拿大數學家。
- Arshi Pipa，76歲，阿爾巴尼亞裔美國哲學家、作家和詩人。
- 琳達·斯特林，75歲，美國歌舞女郎、模特和女演員，癌症。[93]

### 21日
- 托尼·阿爾瓦雷斯（Tony Alvarez），40歲，西班牙裔澳大利亞演員和歌手，患有愛滋病相關癌症。
- Sjaak Alberts，71歲，荷蘭足球運動員。[94]
- 保羅·金恩·班奈狄克，85歲，美國人类学家和语言学家，交通事故。
- 羅傑·鮑曼，69歲，美國棒球運動員。[95]
- Růžena Grebeníčková，71歲，捷克文學史學家和理論家。
- 恩斯特·馬喬尼卡，76歲，德國政治家（德国基督教民主联盟）。

### 22日
- 哈利勒·艾哈邁德（Khalil Ahmed），61歲，巴基斯坦作曲家。
- Irving Geis，88歲，美國藝術家。[96]
- 文森特·漢納（Vincent Hanna），57歲，北愛爾蘭電視記者，心臟病發作。[97]
- Jean-Jacques Herbulot，88歲，法國水手和奧運選手。[98]
- 凱文·豪利（Kevin Howley），73歲，英格蘭足球裁判。[99]
- 莫焦罗希-克伦茨·亚诺什，75歲，匈牙利體操運動員和奧運選手。[100]
- 桑德拉·羅傑斯，94歲，美國女演員。
- Fritz Scheller，82歲，德國自行車手。[101]

### 23日
- 沃爾特·貝倫特（Walter Behrendt），82歲，德國政治家。
- 傑夫·克羅斯，78歲，美國棒球運動員。[102]
- 安德鲁·库纳南，27歲，美國狂歡殺手和詹尼·范思哲 （Gianni Versace）的兇手，槍殺。[103]
- Dequinha，69歲，巴西足球運動員。[104]
- Andrea Domburg，74歲，荷蘭女演員。[105]
- 南部忠平，93歲，日本田徑運動員，肺炎。[106]
- 西蒙·皮埃尔·琼吉，80歲，喀麥隆第一任总理。
- David Warbeck，55歲，紐西蘭演員和模特，癌症。[107]

### 24日
- William J. Brennan，91歲，美國最高法院助理大法官（1956—1990年）。[108]
- 鮑勃·加迪（Bob Gaddy），73歲，美國東海岸藍調和节奏布鲁斯鋼琴家，歌手和詞曲作者，肺癌患者。[109]
- 爱德华·加代尔（Edward Gardère），88歲，法國击剑運動員和奧運選手。[110]
- 布萊恩·格洛弗，63歲，英國演員（异形3、凱斯、美國狼人在倫敦）和作家，腦瘤、腦癌。[111]
- László Görög，93歲，匈牙利裔美國編劇。
- 苏貌，69歲，緬甸陸軍將軍和政治家，心臟病發作。[112]
- 弗蘭克·派克，81歲，美國網球運動員。[113]
- Bill Shine，85歲，英國演員。[114]

### 25日
- 娜塔莉亞·阿爾辛涅娃，93歲，白俄羅斯劇作家、詩人和翻譯家。
- 傑克·比克漢姆，66歲，美國小說家，淋巴瘤。
- 彼得·卡迈克尔，73歲，第二次世界大戰和朝鲜战争期間的英國戰鬥機飛行員。
- 傑克·大衛斯，80歲，紐西蘭游泳運動員。
- 拉爾夫·戈德斯坦（Ralph Goldstein），83歲，美國重劍擊劍運動員和奧運選手，交通事故。[115]
- 本·霍根（Ben Hogan），84歲，美國高爾夫冠軍。[116]
- 大衛·麥克福爾，48歲，美國水手和奧運選手。[117]
- 鮑里斯·諾維科夫，72歲，蘇聯演員，糖尿病併發症。
- Matiu Rata，63歲，紐西蘭毛利政治家，交通事故。[118]

### 26日
- 海梅·米蘭斯·德爾·博什（Jaime Milans del Bosch），82歲，西班牙中將，1981年西班牙未遂政变的共同領導人，腦瘤。[119]
- 小平邦彥，82歲，日本數學家。[120]
- 鮑勃·努斯鮑默（Bob Nussbaumer），73歲，美國橄欖球運動員。[121]
- 鄧尼斯·斯莫爾伍德（Denis Smallwood），78歲，英國皇家空軍高級指揮官。

### 27日
- 穆罕默德·马赫迪·贾瓦希里（Muhammad Mahdi Al-Jawahiri），98歲，伊拉克詩人。[122]
- 伊莎貝爾·迪恩（Isabel Dean），79歲，英國女演員。[123]
- 海因里希·利布（Heinrich Liebe），89歲，二戰期間的德國海軍軍官。
- René Persillon，78歲，法國足球運動員。[124]
- K'tut Tantri，99歲，蘇格蘭裔美國酒店經營者和廣播員，被稱為“泗水蘇”。[125]

### 28日
- 羅莎莉·克魯奇利（Rosalie Crutchley），77歲，英國女演員。[126]
- 約翰·菲茨派翠克，82歲，澳大利亞政治家。[127]
- 巴德·哈丁，75歲，美國棒球運動員。[128]
- Leo Loudenslager，53歲，美國飛行員，交通事故。
- 戈登·麥克馬斯特，37歲，蘇格蘭政治家，一氧化碳中毒自殺。
- 社尼·巴莫，92歲，泰國政治家和總理，患有心臟病和腎功能衰竭。[129]

### 29日
- 傑克·阿切爾（Jack Archer），75歲，英國短跑運動員。[130]
- Mykhailo Byelykh，38歲，蘇聯/烏克蘭足球運動員和教練，交通事故。
- 姫田真佐久，80歲，日本電影攝影師（虎！虎！虎！）。
- Edward A. Kawānanakoa，72歲，夏威夷 Kawānanakoa 家族的美國成員。
- 約翰·韋爾三世，88歲，美國政治家。
- 查克·韋恩（Chuck Wayne），74歲，美國爵士吉他手。[131]

### 30日
- Giuseppe Anedda，85歲，義大利曼陀林演奏家。[132]
- 羅伯特·布萊斯，87歲，加拿大公務員。[133]
- Emil J. Husak，66歲，美國政治家。
- 夏洛特·范·帕蘭特（Charlotte van Pallandt），98歲，荷蘭畫家和雕塑家。[134]

### 31日
- 保大帝，83歲，越南阮朝皇帝，腦癌。[135]
- Hepi Te Heuheu，78歲，紐西蘭毛利人酋長。[136]
- Vichit Kounavudhi，75歲，泰國電影導演和編劇。
- 艾迪·米勒，80歲，美國棒球運動員。[137]
- Vern Riffe，72歲，美國政治家和演說家。
- Frans Schoubben，63歲，比利時自行車賽車手。[138]